# Mausolée d'Esther et Mardochée
Le mausolée d'Esther et Mardochée (hébreu : קבר אסתר ומרדכי) est un sanctuaire juif situé au centre de la ville d'Hamadan, ancienne capitale de l'Iran, au début de la rue 'Alî Sharî'atî. Selon la tradition des Juifs iraniens, y sont inhumés les personnages bibliques d'Esther et de Mardochée. Cette tradition n'est pas soutenue par les Juifs en dehors de l'Iran et n'apparaît  ni dans le Talmud de Babylone ni dans le Talmud de Jérusalem. La première source juive sur ce site est due au basque Benjamin de Tudèle, qui a visité Hamadan au XIIe siècle de notre ère pour y rencontrer la communauté juive. Selon lui, vivait à Hamadan à l'époque une communauté de 50 000 juifs.
Esther et Mardochée sont les personnages du Rouleau d'Esther lu lors de la fête juive de Pourim.
Le poète Juif Persan Shahin Shirazi (en) est la première source de la tradition juive iranienne. Il est le premier Juif persan à avoir écrit sur Esther et Mardochée et sur un voyage qu'ils firent à Hamadan où ils moururent tous les deux dans la synagogue à moins d'une heure d'écart entre eux. Ce site est un des sanctuaires les plus importants des Juifs d'Iran et du monde. Ce mausolée fait partie des monuments du patrimoine culturel iranien. La présence de ce sanctuaire est un facteur important dans la formation et la continuation de la communauté juive à Hamadan .

## Histoire d'Esther et Mardochée
Au Ve siècle av. J-C., une fête a lieu à la cour du roi Assuérus (identifié à Xerxès Ier) (519–465 av. J.-C.). Le roi appelle la reine Vashti pour assister à la fête et montrer sa beauté et ses charmes aux invités. Connaissant la chasteté des femmes iraniennes dans la ville, la reine refuse. Sur le conseil de Aman, conseiller antisémite du roi, le roi décide de la déposer du trône, de l'enlever, de la tuer et de prendre une autre femme à sa place. Il fait amener des jeunes filles au palais et choisit comme nouvelle reine parmi elles Esther, descendante des exilés de Judée qui ne lui dévoile pas de suite ses origines juives (Livre d'Esther). Mardochée découvre quant à lui un complot contre le roi, ce qui lui vaut d'être nommé conseiller à la cour. L'influence de personnalités juives augmente de ce fait à la cour et Esther et Mardochée obtiennent du roi que les Juifs puissent se défendre dans les pays sous sa régence d'un complot visant à l'extermination des juifs fomenté par un conseiller du roi.

## Description du mausolée
La tombe se compose de deux pièces. La première est une salle de prière où se trouvent des chandeliers, des chaises et une armoire suspendue. Dans la seconde se trouvent les tombeaux d'Esther et de Mardochée. À l'origine les tombes étaient en bois, mais après un incendie elles ont été remplacées par des pierres tombales en forme de dômes iraniens traditionnels, recouvertes de tissus précieux.
La tombe est couronnée d'un dôme de 15 mètres de haut, décorée à l'origine de carreaux de couleur bleue qui sont tombés depuis lors. À proximité de la tombe, se trouvaient des sépultures de Juifs respectés.
Depuis 1937, le mausolée fait partie de la liste des monuments nationaux d'Iran.

## Galerieه

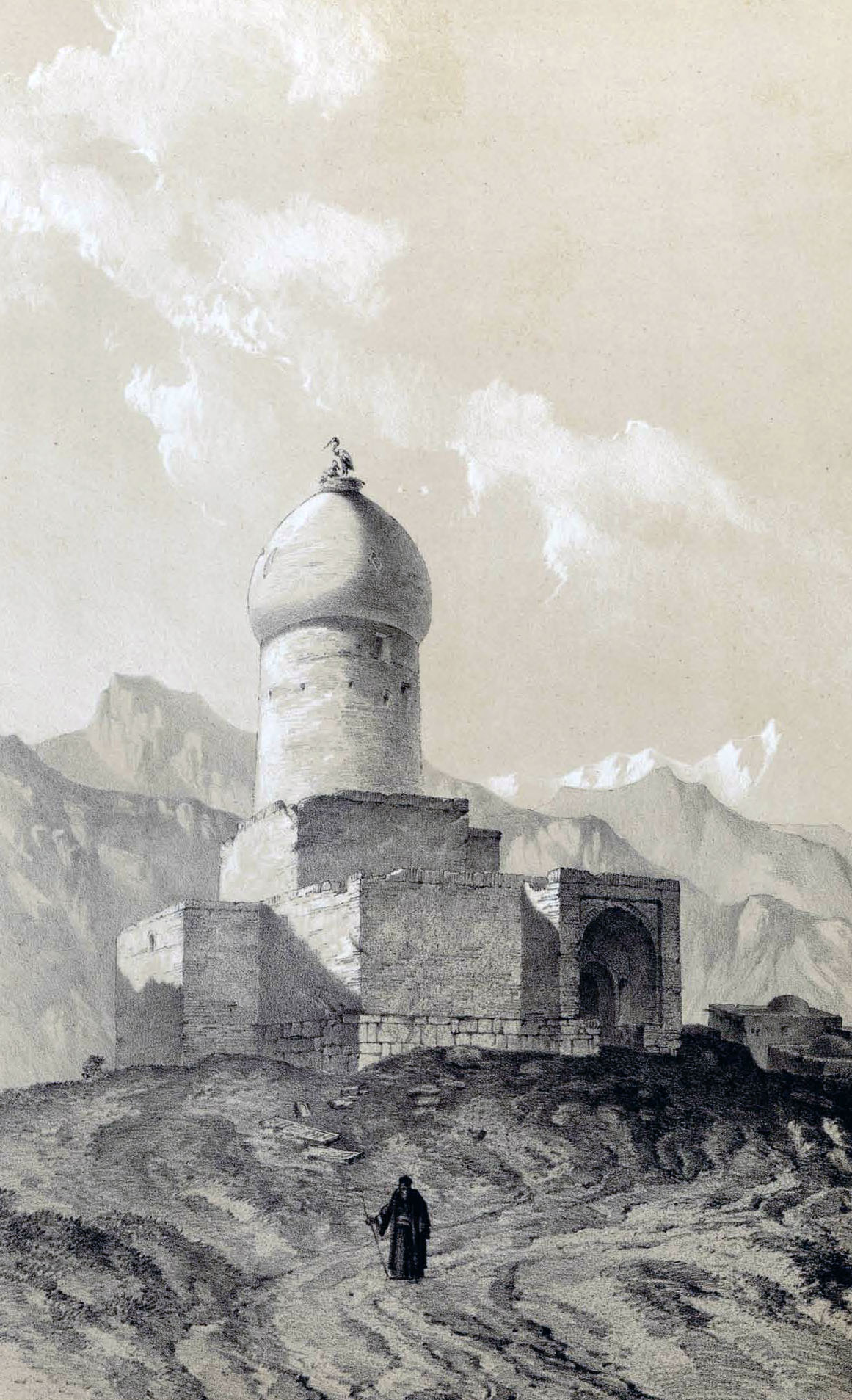
1830 Eugène Flandin
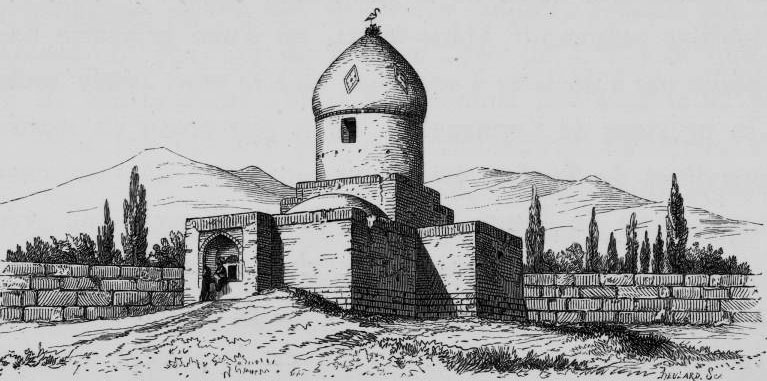
croquis de Pascal Coste 1840.
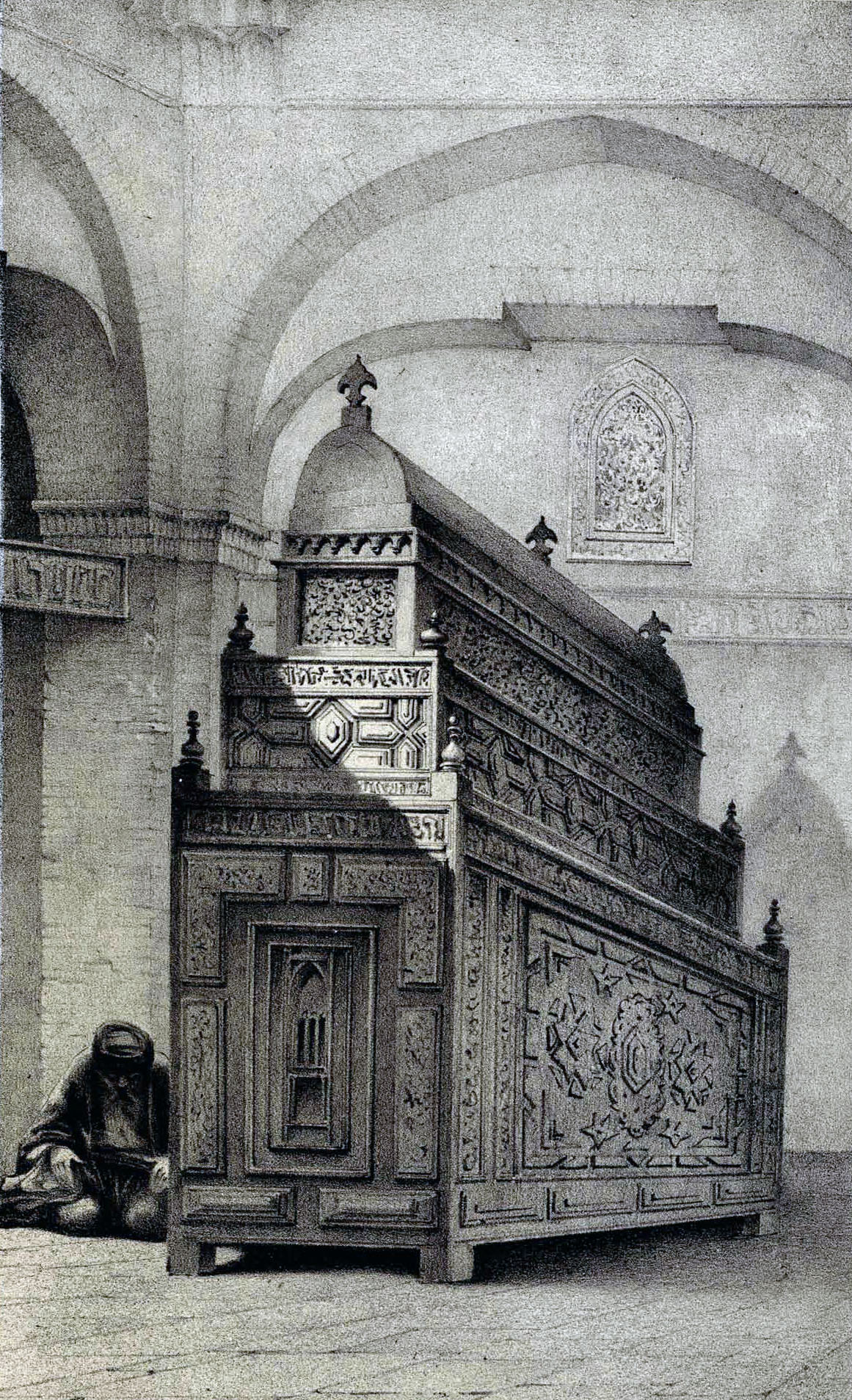
À l'intérieur du tombeau, 1840
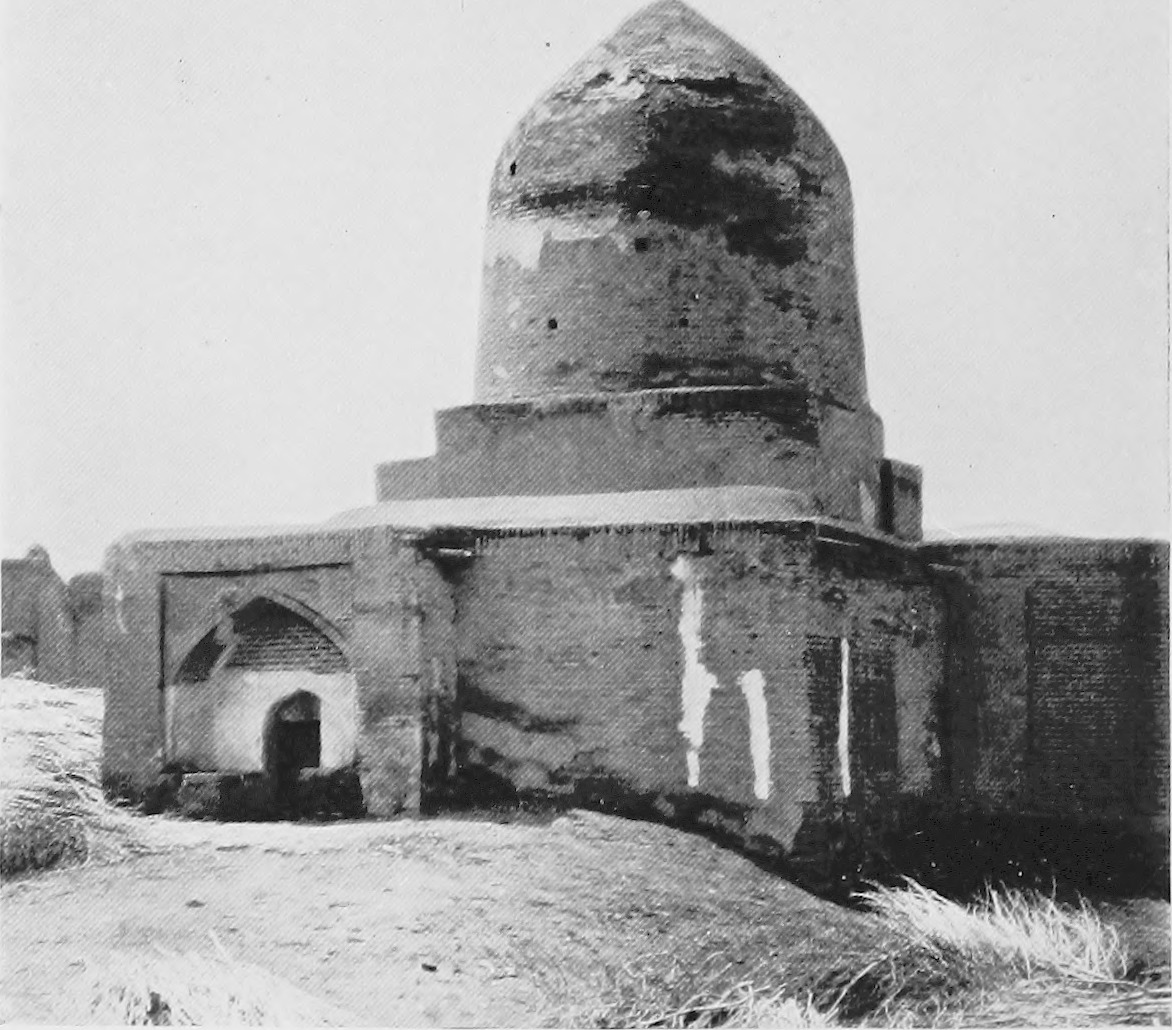
vue de 1906
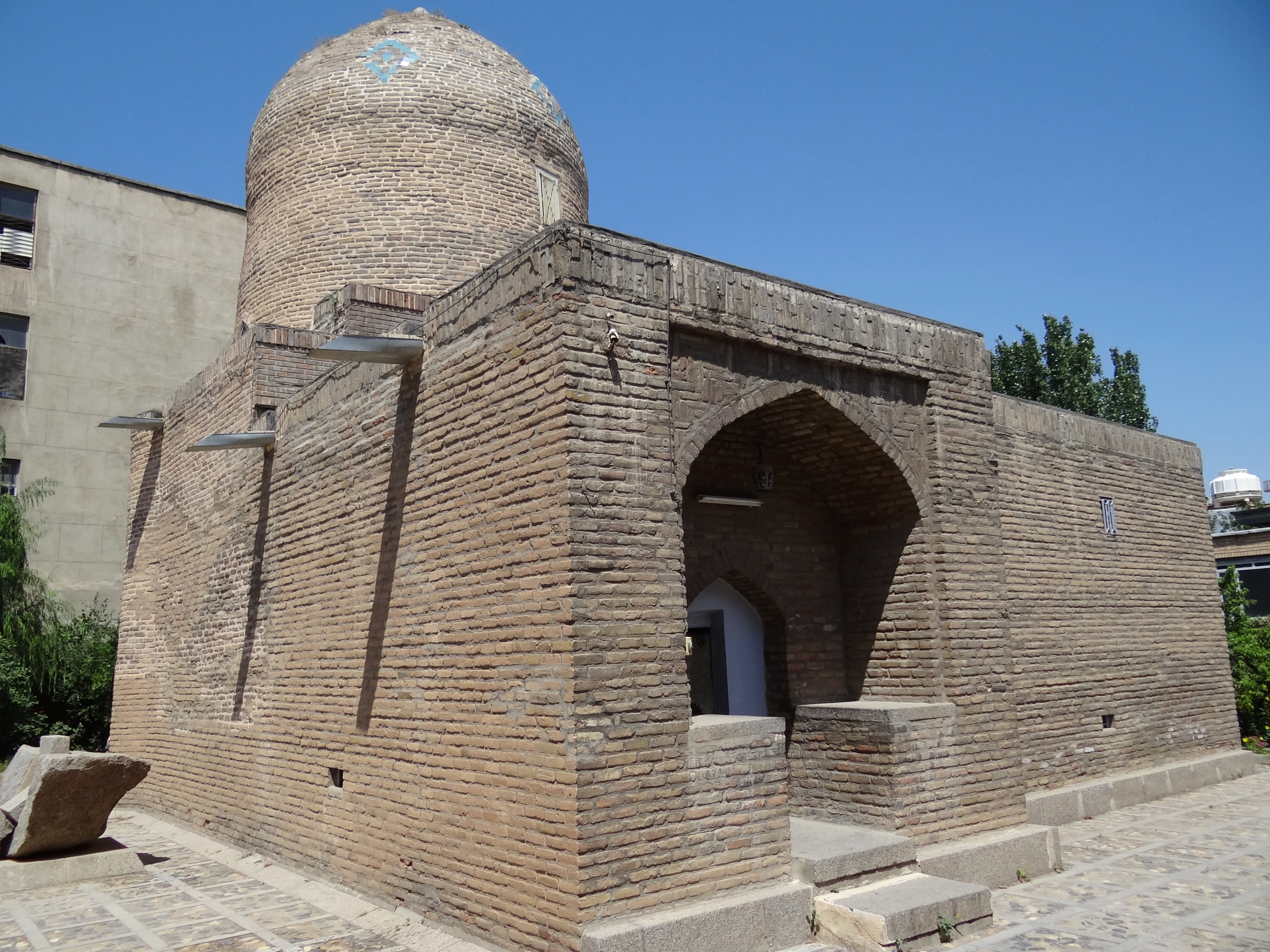
Tombe d'Esther et Mardochée - Hamadan -Iran
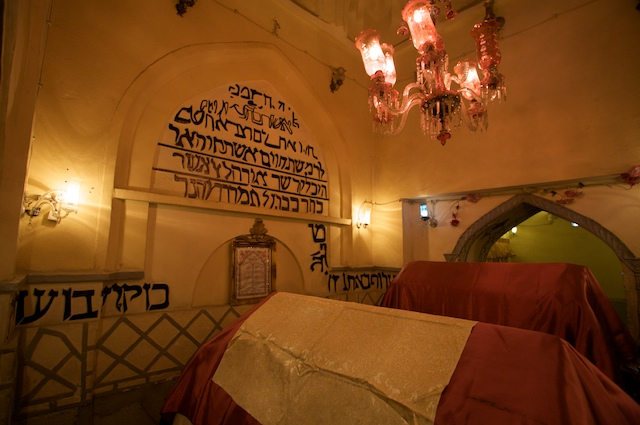
Inscription en hébreu, à l'intérieur de la tombe